# Cal (șah)
|   | a | b | c | d | e | f | g | h |   |
| 8 | c6 black cross · e6 black cross · b5 black cross · f5 black cross · d4 black knight · b3 black cross · f3 black cross · c2 black cross · e2 black cross | c6 black cross · e6 black cross · b5 black cross · f5 black cross · d4 black knight · b3 black cross · f3 black cross · c2 black cross · e2 black cross | c6 black cross · e6 black cross · b5 black cross · f5 black cross · d4 black knight · b3 black cross · f3 black cross · c2 black cross · e2 black cross | c6 black cross · e6 black cross · b5 black cross · f5 black cross · d4 black knight · b3 black cross · f3 black cross · c2 black cross · e2 black cross | c6 black cross · e6 black cross · b5 black cross · f5 black cross · d4 black knight · b3 black cross · f3 black cross · c2 black cross · e2 black cross | c6 black cross · e6 black cross · b5 black cross · f5 black cross · d4 black knight · b3 black cross · f3 black cross · c2 black cross · e2 black cross | c6 black cross · e6 black cross · b5 black cross · f5 black cross · d4 black knight · b3 black cross · f3 black cross · c2 black cross · e2 black cross | c6 black cross · e6 black cross · b5 black cross · f5 black cross · d4 black knight · b3 black cross · f3 black cross · c2 black cross · e2 black cross | 8 |
| 7 | c6 black cross · e6 black cross · b5 black cross · f5 black cross · d4 black knight · b3 black cross · f3 black cross · c2 black cross · e2 black cross | c6 black cross · e6 black cross · b5 black cross · f5 black cross · d4 black knight · b3 black cross · f3 black cross · c2 black cross · e2 black cross | c6 black cross · e6 black cross · b5 black cross · f5 black cross · d4 black knight · b3 black cross · f3 black cross · c2 black cross · e2 black cross | c6 black cross · e6 black cross · b5 black cross · f5 black cross · d4 black knight · b3 black cross · f3 black cross · c2 black cross · e2 black cross | c6 black cross · e6 black cross · b5 black cross · f5 black cross · d4 black knight · b3 black cross · f3 black cross · c2 black cross · e2 black cross | c6 black cross · e6 black cross · b5 black cross · f5 black cross · d4 black knight · b3 black cross · f3 black cross · c2 black cross · e2 black cross | c6 black cross · e6 black cross · b5 black cross · f5 black cross · d4 black knight · b3 black cross · f3 black cross · c2 black cross · e2 black cross | c6 black cross · e6 black cross · b5 black cross · f5 black cross · d4 black knight · b3 black cross · f3 black cross · c2 black cross · e2 black cross | 7 |
| 6 | c6 black cross · e6 black cross · b5 black cross · f5 black cross · d4 black knight · b3 black cross · f3 black cross · c2 black cross · e2 black cross | c6 black cross · e6 black cross · b5 black cross · f5 black cross · d4 black knight · b3 black cross · f3 black cross · c2 black cross · e2 black cross | c6 black cross · e6 black cross · b5 black cross · f5 black cross · d4 black knight · b3 black cross · f3 black cross · c2 black cross · e2 black cross | c6 black cross · e6 black cross · b5 black cross · f5 black cross · d4 black knight · b3 black cross · f3 black cross · c2 black cross · e2 black cross | c6 black cross · e6 black cross · b5 black cross · f5 black cross · d4 black knight · b3 black cross · f3 black cross · c2 black cross · e2 black cross | c6 black cross · e6 black cross · b5 black cross · f5 black cross · d4 black knight · b3 black cross · f3 black cross · c2 black cross · e2 black cross | c6 black cross · e6 black cross · b5 black cross · f5 black cross · d4 black knight · b3 black cross · f3 black cross · c2 black cross · e2 black cross | c6 black cross · e6 black cross · b5 black cross · f5 black cross · d4 black knight · b3 black cross · f3 black cross · c2 black cross · e2 black cross | 6 |
| 5 | c6 black cross · e6 black cross · b5 black cross · f5 black cross · d4 black knight · b3 black cross · f3 black cross · c2 black cross · e2 black cross | c6 black cross · e6 black cross · b5 black cross · f5 black cross · d4 black knight · b3 black cross · f3 black cross · c2 black cross · e2 black cross | c6 black cross · e6 black cross · b5 black cross · f5 black cross · d4 black knight · b3 black cross · f3 black cross · c2 black cross · e2 black cross | c6 black cross · e6 black cross · b5 black cross · f5 black cross · d4 black knight · b3 black cross · f3 black cross · c2 black cross · e2 black cross | c6 black cross · e6 black cross · b5 black cross · f5 black cross · d4 black knight · b3 black cross · f3 black cross · c2 black cross · e2 black cross | c6 black cross · e6 black cross · b5 black cross · f5 black cross · d4 black knight · b3 black cross · f3 black cross · c2 black cross · e2 black cross | c6 black cross · e6 black cross · b5 black cross · f5 black cross · d4 black knight · b3 black cross · f3 black cross · c2 black cross · e2 black cross | c6 black cross · e6 black cross · b5 black cross · f5 black cross · d4 black knight · b3 black cross · f3 black cross · c2 black cross · e2 black cross | 5 |
| 4 | c6 black cross · e6 black cross · b5 black cross · f5 black cross · d4 black knight · b3 black cross · f3 black cross · c2 black cross · e2 black cross | c6 black cross · e6 black cross · b5 black cross · f5 black cross · d4 black knight · b3 black cross · f3 black cross · c2 black cross · e2 black cross | c6 black cross · e6 black cross · b5 black cross · f5 black cross · d4 black knight · b3 black cross · f3 black cross · c2 black cross · e2 black cross | c6 black cross · e6 black cross · b5 black cross · f5 black cross · d4 black knight · b3 black cross · f3 black cross · c2 black cross · e2 black cross | c6 black cross · e6 black cross · b5 black cross · f5 black cross · d4 black knight · b3 black cross · f3 black cross · c2 black cross · e2 black cross | c6 black cross · e6 black cross · b5 black cross · f5 black cross · d4 black knight · b3 black cross · f3 black cross · c2 black cross · e2 black cross | c6 black cross · e6 black cross · b5 black cross · f5 black cross · d4 black knight · b3 black cross · f3 black cross · c2 black cross · e2 black cross | c6 black cross · e6 black cross · b5 black cross · f5 black cross · d4 black knight · b3 black cross · f3 black cross · c2 black cross · e2 black cross | 4 |
| 3 | c6 black cross · e6 black cross · b5 black cross · f5 black cross · d4 black knight · b3 black cross · f3 black cross · c2 black cross · e2 black cross | c6 black cross · e6 black cross · b5 black cross · f5 black cross · d4 black knight · b3 black cross · f3 black cross · c2 black cross · e2 black cross | c6 black cross · e6 black cross · b5 black cross · f5 black cross · d4 black knight · b3 black cross · f3 black cross · c2 black cross · e2 black cross | c6 black cross · e6 black cross · b5 black cross · f5 black cross · d4 black knight · b3 black cross · f3 black cross · c2 black cross · e2 black cross | c6 black cross · e6 black cross · b5 black cross · f5 black cross · d4 black knight · b3 black cross · f3 black cross · c2 black cross · e2 black cross | c6 black cross · e6 black cross · b5 black cross · f5 black cross · d4 black knight · b3 black cross · f3 black cross · c2 black cross · e2 black cross | c6 black cross · e6 black cross · b5 black cross · f5 black cross · d4 black knight · b3 black cross · f3 black cross · c2 black cross · e2 black cross | c6 black cross · e6 black cross · b5 black cross · f5 black cross · d4 black knight · b3 black cross · f3 black cross · c2 black cross · e2 black cross | 3 |
| 2 | c6 black cross · e6 black cross · b5 black cross · f5 black cross · d4 black knight · b3 black cross · f3 black cross · c2 black cross · e2 black cross | c6 black cross · e6 black cross · b5 black cross · f5 black cross · d4 black knight · b3 black cross · f3 black cross · c2 black cross · e2 black cross | c6 black cross · e6 black cross · b5 black cross · f5 black cross · d4 black knight · b3 black cross · f3 black cross · c2 black cross · e2 black cross | c6 black cross · e6 black cross · b5 black cross · f5 black cross · d4 black knight · b3 black cross · f3 black cross · c2 black cross · e2 black cross | c6 black cross · e6 black cross · b5 black cross · f5 black cross · d4 black knight · b3 black cross · f3 black cross · c2 black cross · e2 black cross | c6 black cross · e6 black cross · b5 black cross · f5 black cross · d4 black knight · b3 black cross · f3 black cross · c2 black cross · e2 black cross | c6 black cross · e6 black cross · b5 black cross · f5 black cross · d4 black knight · b3 black cross · f3 black cross · c2 black cross · e2 black cross | c6 black cross · e6 black cross · b5 black cross · f5 black cross · d4 black knight · b3 black cross · f3 black cross · c2 black cross · e2 black cross | 2 |
| 1 | c6 black cross · e6 black cross · b5 black cross · f5 black cross · d4 black knight · b3 black cross · f3 black cross · c2 black cross · e2 black cross | c6 black cross · e6 black cross · b5 black cross · f5 black cross · d4 black knight · b3 black cross · f3 black cross · c2 black cross · e2 black cross | c6 black cross · e6 black cross · b5 black cross · f5 black cross · d4 black knight · b3 black cross · f3 black cross · c2 black cross · e2 black cross | c6 black cross · e6 black cross · b5 black cross · f5 black cross · d4 black knight · b3 black cross · f3 black cross · c2 black cross · e2 black cross | c6 black cross · e6 black cross · b5 black cross · f5 black cross · d4 black knight · b3 black cross · f3 black cross · c2 black cross · e2 black cross | c6 black cross · e6 black cross · b5 black cross · f5 black cross · d4 black knight · b3 black cross · f3 black cross · c2 black cross · e2 black cross | c6 black cross · e6 black cross · b5 black cross · f5 black cross · d4 black knight · b3 black cross · f3 black cross · c2 black cross · e2 black cross | c6 black cross · e6 black cross · b5 black cross · f5 black cross · d4 black knight · b3 black cross · f3 black cross · c2 black cross · e2 black cross | 1 |
|   | a | b | c | d | e | f | g | h |   |

Calul este una din piesele folosite la șah. Piesa are de obicei forma unui cap de cal. Fiecare jucător are la începutul jocului doi cai, așezați între turnuri și nebuni. Cu alte cuvinte, caii albului sunt așezați la început pe câmpurile b1 și g1, iar caii negrului pe b8 și g8.
Mutarea calului este neobișnuită din două motive. În primul rând, calul mută două pătrate pe orizontală sau verticală și apoi un pătrat pe o direcție perpendiculară pe cea dintâi (cu alte cuvinte, în formă de L). Ca o consecință a acestei mutări, calul schimbă culoarea câmpului pe care se află la fiecare mutare. În al doilea rând, calul sare peste piesele care se găsesc între câmpul de plecare și cel de sosire. Este singura piesă care poate face acest lucru. Ca majoritatea pieselor, calul capturează o piesă adversă care se află pe câmpul pe care mută.
Această mutare este una dintre cele mai vechi mutări la șah, rămânând neschimbată pentru mai bine de un mileniu. De asemenea se găsește și în alte varietăți naționale ale șahului.
Cele mai multe piese sunt mai puternice atunci când se află în centrul tablei, dar acest fapt este adevărat mai ales în privința calului. După cum se vede în diagrama alăturată, un cal poziționat central atacă opt câmpuri. Însă un cal aflat la marginea tablei atacă numai patru, iar un cal aflat în colț numai două. În plus, calul are nevoie de mai multe mutări decât nebunul, turnul sau dama ca să treacă dintr-o parte a tablei într-alta.
Calul este singura piesă care poate muta la începutul jocului, înainte să fi fost mutat vreun pion. Date fiind aceste motive, cea mai bună mutare de început a calului este, în majoritatea situațiilor, spre centru. Într-o partidă de șah, caii sunt dezvoltați de obicei puțin mai devreme decât nebunii, și mult mai devreme decât turnurile și dama.